# Ninel Miculescu
Ninel Miculescu, né le 15 mai 1985, est un haltérophile roumain.

## Carrière
Ninel Miculescu participe aux Championnats du monde d'haltérophilie 2010 qui se déroulent à Antalya en Turquie, dans a catégorie des moins de 69 kg. Le Roumain se classe troisième à l'arraché et cinquième à l'épaulé-jeté. Ces deux résultats cumulés lui permettent de décrocher la médaille d'argent, derrière Liao Hui et devant Mete Binay.
Après avoir pris 2 ans de suspension pour dopage en 2006, il est de nouveau contrôlé positif en 2010 et après ce nouveau contrôle, il est radié à vie.

## Palmarès

### Championnats du monde
- Championnats du monde d'haltérophilie 2010 à Antalya
  -  Médaille d'argent en moins de 69 kg.

### Championnats d'Europe
- Championnats d'Europe d'haltérophilie 2010 à Minsk
  -  Médaille d'or en moins de 69 kg.